# João Rodrigo
João Rodrigo (Río de Janeiro, 8 de noviembre de 1977 - Ibídem, 29 de octubre de 2013) fue un jugador de fútbol profesional brasileño que jugaba en la posición de delantero.

## Biografía
João Rodrigo debutó como futbolista profesional en 1996 con el Bangu AC a los 19 años de edad. Además jugó para el CD Olimpia, Nacional Atlético Clube (SP), CA Sorocaba, Östers IF, Madureira EC, Clube do Remo, Volta Redonda FC, Boavista SC, EC Tigres do Brasil, Duque de Caxias FC, Olaria AC, Associação Botafogo FC, y finalmente para el Bonsucesso FC, club en el que se retiró en 2010 como futbolista.
João Rodrigo falleció el 29 de octubre de 2013 a los 35 años de edad asesinado en Río de Janeiro tras ser decapitado, siendo encontrada la cabeza del jugador sin ojos ni lengua.

## Clubes
| Club                         | País     | Año         |
| ---------------------------- | -------- | ----------- |
| Bangu AC                     | Brasil   | 1996 - 1998 |
| CD Olimpia                   | Honduras | 1998 - 1999 |
| Bangu AC                     | Brasil   | 1999        |
| Nacional Atlético Clube (SP) | Brasil   | 1999 - 2000 |
| CA Sorocaba                  | Brasil   | 2000        |
| Bangu AC                     | Brasil   | 2000 - 2003 |
| Östers IF                    | Suecia   | 2003 - 2004 |
| Madureira EC                 | Brasil   | 2004 - 2005 |
| Clube do Remo                | Brasil   | 2005        |
| Volta Redonda FC             | Brasil   | 2005 - 2006 |
| Boavista SC                  | Brasil   | 2006 - 2007 |
| EC Tigres do Brasil          | Brasil   | 2007 - 2008 |
| Duque de Caxias FC           | Brasil   | 2008 - 2009 |
| Olaria AC                    | Brasil   | 2009        |
| Associação Botafogo FC       | Brasil   | 2009 - 2010 |
| Bonsucesso FC                | Brasil   | 2010        |

## Palmarés
CD Olimpia
- Liga Nacional de Fútbol Profesional de Honduras: 1999
- Copa de Honduras: 1999

Nacional Atlético Clube (SP)
- Campeonato Paulista de Futebol - Série A3: 2000

Clube do Remo
- Campeonato Brasileño de Serie C: 2005